# Vermilion (rivier in Louisiana)
De Vermilion is een rivier met een lengte van 110 km in het zuiden van Louisiana, die begint in Bayou Fusilier en gevoed wordt met water van de Bayou Teche. De Vermilion mondt uit in Vermilion Bay en zo in de Golf van Mexico en is een getijdenrivier. De rivier stroomt van noord naar zuid, onder andere door Lafayette en Abbeville.